# Jelašnica (Leskovac)
Jelašnica je naselje u gradu Leskovcu, Jablanički upravni okrug, Srbija. Prema popisu iz 2022. godine u Jelašnici je živjelo 183 stanovnika.